# Bouchard al IV-lea d'Avesnes
Bouchard al IV-lea de Avesnes (sau Burchard) (n. 1182–d. 1244) a fost senior Avesne și Étrœungt.
Bouchard era fiul lui Iacob d'Avesnes și al Adelei de Guise, fiind frate cu Walter al II-lea d'Avesnes, conte de Blois.
Bouchard și-a început cariera fiind cantor și subdiacon în biserica din Laon. În 1212, a fost numit bail în Hainaut. Din această poziție, el a servit ca tutore și apărător al minorei Margaretei, sora contesei Ioana de Flandra și Hainaut. La puțină vreme, s-a căsătorit cu Margareta, deși aceasta avea vârsta de numai 10 ani, căsătoria nefiind consumată. Mai mult decât atât, ea nu a fost consimțită nici de către Ioana și soțul acesteia, contele Ferdinand.
Bouchard a dus o viață plinî de războaie. Astfel, el a invadat teritoriul fratelui său Walter, care primise cea mai mare parte a moștenirii din partea tatălui lor. În continuare, a invadat Flandra, forțând pe Ioana și Ferdinand să recunoască valabilitatea căsătoriei lui cu Margareta. Apoi a participat la bătălia de la Bouvines din 1214, sub stindardul flamand și aflându-se în tabăra înfrântă. Victorios, regele Filip August al Franței l-a sfătuit pe papa Inocențiu al III-lea să declare căsătoria dintre Bouchard și Margareta ca ilegală. În cele din urmă, papa Inocențiu a excomunicat cuplul în 19 ianuarie 1216, cei doi fiind nevoiți să se refugieze în Luxemburg. Bouchard a fost ulterior capturat și închis în Gent vreme de doi ani. Pentru a obține eliberarea sa, Margareta a fost silită să accepte dizolvarea căsătoriei, iar Bouchard a plecat în Italia, unde a purtat diverse lupte sub stindardul papal. Încercând să revină în Flandra, a fost executat prin decapitare la Rupelmonde din ordinul contesei Ioana.
Bouchard și Margareta au avut trei copii, dintre care ultimii doi vor juca ulterior un rol important în Războiul de succesiune pentru Flandra și Hainaut:
- Balduin (n. 1217–d. 1219), refugiat alături de părinții săi în Luxemburg
- Ioan I (n. 1218–d. 1257), ulterior conte de Hainaut
- Balduin (n. 1219–d. 1295), senior de Beaumont